# Robert Fraisse (escrime)
Pour les articles homonymes, voir Robert Fraisse.
Robert Fraisse, né le 12 avril 1934 à Maisons-Alfort et mort le 22 août 2022 à Suresnes, est un sabreur français.

## Carrière
Robert Fraisse participe au tournoi de sabre par équipe des Jeux olympiques d'été de 1964 à Tokyo, terminant quatrième. Il est médaillé de bronze par équipe aux Championnats du monde d'escrime 1965 à Paris.